# Alfonso Tusell
Alfonso Tusell Alonso (* 11. April 1906 in Barcelona; † 23. Februar 1960 ebenda) war ein spanischer Wasserballspieler.

## Karriere
Tusell nahm an den Olympischen Spielen 1920 in Antwerpen teil. Hier erreichte er mit der spanischen Nationalmannschaft den achten Rang. Vier Jahre später sollte er ebenfalls an den Olympischen Spielen in Paris beteiligt sein, kam aber letztendlich nicht zum Einsatz.
Auf nationaler Ebene gewann er in den Jahren 1920 und 1921 die spanische Meisterschaft mit der Mannschaft von Club Natació Barcelona. Neben dem Wasserballsport war er ebenfalls ein erfolgreicher Schwimmer – so gewann er 1918 und 1919 die nationalen Meisterschaften über 100 m und 200 m Brust. Auch in zahlreichen katalanischen Wettbewerben war der Spanier siegreich.